# Anilios vagurima
Anilios vagurima — вид змій родини сліпунів (Typhlopidae). Ендемік Австралії. Описаний у 2019 році.

## Поширення і екологія
Anilios vagurima відомі за типовим зразком, зібраним в заповіднику Морнінгтон в Західній Австралії. Вони живуть в регіоні Центрального Кімберлі, порослих акацієвими саванами та рідколіссями.